# Christian Perings

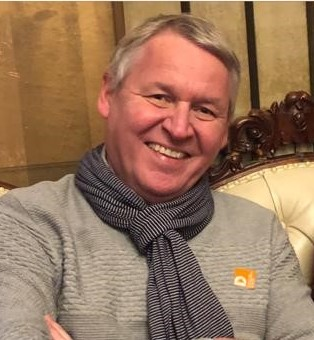
Christian Perings (Privat)

Christian Andreas Perings (* 5. Mai 1963 in Huế, Vietnam) ist ein deutscher Professor für Kardiologie und Chefarzt im St.-Marien-Hospital Lünen.

## Leben
Während eines zweijährigen Auslandsaufenthaltes der Medizindozenten Eduard Perings und Maria Perings wurde er 1963 in Huế, Vietnam geboren.
Nach bestandenem Abitur an der Theodor-Körner-Schule in Bochum, verbrachte er zunächst einen Auslandsaufenthalt in England an der Canterbury Christ Church University, welchen er mit dem First Certificate" und dem Test of English as a Foreign Language (TOEFL) abschloss. Von 1983 bis 1989 studierte er an der Albert-Ludwigs-Universität Freiburg Humanmedizin. Seine Promotionsarbeit mit dem Titel Einfluss des pH auf die Flimmerschwelle und weitere elektrophysiologische Parameter des isoliert perfundierten Meerschweinchenherzens absolvierte er am Institut für Physiologie bei Hermann T. Antoni.
Die klinische Ausbildung absolvierte Perings von 1997 bis 2005 am Universitätsklinikum Düsseldorf zunächst als Arzt im Praktikum, dann als Assistenzarzt und im Gefolge als Oberarzt. Im Rahmen dieser Ausbildung erlangte er den Facharzt für Innere Medizin sowie die Gebietsbezeichnung Kardiologie und Internistische Intensivmedizin. Im Rahmen einer klinikübergreifenden Kooperation mit der Ruhruniversität Bochum erlangte er während einer Teilzeittätigkeit am BG Universitätsklinikum Bergmannsheil Bochum die Gebietsbezeichnung Pneumologie. Seine wissenschaftliche Ausbildung absolvierte er mit Erhalt der Lehrberechtigung für das Fach Innere Medizin. Im Oktober 1997 und wurde zum Privatdozenten ernannt. 2004 wechselte Perings als leitender Oberarzt und stellvertretender Klinikdirektor an die Medizinische Klinik I des Universitätsklinikums Bochum, Marienhospital Herne. Seit 2006 ist er Chefarzt am Klinikum Lünen und wurde 2008 zum außerplanmäßigen Professor an der Ruhr-Universität Bochum berufen. Seit 2022 ist er ärztlicher Direktor des St.-Marien-Hospital Lünen. Im April 2023 ist er zum amtierenden Präsidenten der Arbeitsgemeinschaft der Leitenden Kardiologischen Krankenhausärzte gewählt worden.
Perings ist mit Sandra Perings verheiratet und hat drei Kinder.

## Berufliche Leistungen
- Präsident der Arbeitsgemeinschaft der Leitenden Krankenhaus Kardiologen Arbeitsgemeinschaft Leitende Kardiologische Krankenhausärzte[1]
- Pastsprecher der Arbeitsgruppe (AG) 33 – Telemonitoring der DGK[2]
- Mitglied der Kommission für Klinische Kardiovaskuläre Medizin der DGK[3]
- Nucleus Mitglied im Ausschuss eCardiology der DGK[4]
- Mitherausgeber der Zeitschrift Aktuelle Kardiologie[5]
- Mitglied im Expertenpool des G-BA[6]
- Fachbeirat des German Medical Awards[7]
- Mitglied des Wissenschaftlichen Beirats der Deutschen Herzstiftung e.V.[8]
- Mitglied im Vorstand der Deutschen Gesellschaft für Kardiologie – Herz- und Kreislaufforschung (DGK)[9]